# Umrlčí tváře
Umrlčí tváře (The Ghostfaces) je šestý díl fantasy literární série Bratrstvo od australského spisovatele Johna Flanagana. Knížka, která v originále vyšla v roce 2016 u australského nakladatelství Random House, byla do češtiny přeložena ve stejném roce a vyšla v Česku u nakladatelství Egmont.

## Děj
Děj začíná v Hibernii, kde Volavky doručovali králi Seanovi úřední listiny od oberjarla Eraka. Při návratu domů je ovšem stihne silná bouře, která je odvlaje až do Nekonečného oceánu. Kvůli nedostatku pitné vody se nemohou vrátit zpět do Skandie a tak se rozhodnou pokračovat dál na západ do neprobádaných oblastí. Přistanou na Skandijci dosud neobjevené pevnině a postaví si tam tábor, aby si mohli zajistit zásoby na cestu zpět. Po chvíli ovšem zjistí, že nejsou sami. Kromě domorodého kmene Mawagansettů zde žije i medvěd, který se jednoho dne pokusí zabít dvě domorodé děti. Volavkám se ho podaří včas zabít a tím si získají vděk domorodců. Ti jim poskytnou pomoc při shánění potřebných zásob a zároveň Volavky ve své vesnici pohostí.
Těsně před odjezdem se k Volavkám a Mawagansettům donese zpráva, že kmen Umrlčí tváře po deseti letech vyrazil na válečnou stezku. Volavky se rozhodnou zůstat a pomoct početně oslabenému a k boji nevycvičenému kmenu Mawagansettů v obraně. Během bitvy se jim podaří většinu členů kmene Umrlčích tváří zabít a zbytek zajmout. Zároveň ovšem zemře také Tekumsa, dívka, do které se Stig během pobytu u Mawagansettů zamiloval. Poté se Volavky bez problémů vrací zpět do Skandie.